# Mammillaria sonorensis
Mammillaria sonorensis ist eine Pflanzenart aus der Gattung Mammillaria in der Familie der Kakteengewächse (Cactaceae). Das Artepitheton sonorensis bedeutet ‚von Sonora stammend‘.

## Beschreibung
Mammillaria sonorensis wächst zuerst einzeln und bildet später große Polster aus. Die abgeflacht kugeligen Triebe sind blaugrün und messen 6 bis 8 Zentimeter im Durchmesser. Die nicht scharf gekanteten aber kugelig vierkantigen, gekielten Warzen sind fest und führen reichlich Milchsaft. Die Axillen sind wollig, gelegentlich auch mit Borsten besetzt. Bis zu 4 Mitteldornen sind vorhanden. Sie sind pfriemlich bis nadelig, rötlich braun und 0,5 bis 4,5 Zentimeter lang. Die 8 bis 15 Randdornen sind schlank, nadelig, weißlich bis cremefarben mit bräunlicher Spitze und 1 bis 20 Millimeter lang.
Die tiefrosa gefärbten Blüten weisen einen dunkleren Mittelstreifen auf. Sie messen bis zu 2 Zentimeter im Durchmesser wie auch in der Länge. Die keulig geformten Früchte sind scharlachrot und bis zu 1,2 Zentimeter lang. Sie enthalten braune Samen.

## Verbreitung  und Systematik
Mammillaria sonorensis ist im mexikanischen Bundesstaat Sonora verbreitet.
Die Erstbeschreibung erfolgte 1940 durch Robert T. Craig.

## Nachweise